# 日本女子大学の人物一覧
日本女子大学の人物一覧（にほんじょしだいがくのじんぶついちらん）は、日本女子大学に関係する人物の一覧記事。旧制の日本女子大学校に関係する人物を含む。
※多くの卒業生・関係者が存在するため、ウィキペディア日本語版内に既に記事が存在する人物のみを記載する。社会福祉・報道に数多く人材を輩出。

## 創立者
- 成瀬仁蔵

## 校長・学長
- 麻生正蔵 (1919年 - 1931年) 校長
- 渋沢栄一（1931年 - 1931年）校長
- 井上秀（1931年 - 1946年）校長
- 大橋廣（1947年 - 1956年）校長
- 上代たの（1956年 - 1965年）
- 有賀喜左衛門（1965年 - 1973年）
- 道 喜美代 (1973年 - 1981年)
- 青木生子（1981年 - 1993年）
- 宮本美沙子（1993年 - 2001年）
- 後藤祥子（2001年 - 2009年）
- 蟻川芳子（2009年 - 2013年）
- 佐藤和人（2013年 - 2017年）
- 大場昌子（2017年 - 2020年）
- 篠原聡子（2020年 - ）

## 教職員
元教員
- 武島羽衣 - 元教授、名誉教授
- 生江孝之 - 元教授
- 後藤祥子 - 元教授、名誉教授
- 浅野三平 - 元教授、名誉教授
- 高野晴代 - 元教授、名誉教授

現教員
- 小川博久 - 教授
- 金子マーティン - 教授
- 田中久文 - 教授
- 福田安典 - 教授
- 細川幸一 - 教授
- 増渕宗一 - 教授
- 石井倫子 - 教授
- 大友篤 - 教授

## 出身者

### 政治・行政
- 奥むめお - 元参議院議員（緑風会）、主婦連合会初代会長
- 高良とみ - 元参議院議員（緑風会）
- 近藤鶴代 - 第11代科学技術庁長官、日本初の女性国会議員の一人
- 中山弘子 - 元東京都新宿区長
- 嶋田実名子 - 個人情報保護委員会委員長
- 有賀美智子 - 元国民生活センター会長、元公正取引委員会委員
- 三田庸子 - 日本初の女性刑務所長
- 金平輝子 - 元東京都副知事、元日本司法支援センター理事長

### 研究
- 綾井桜子 - 教育学者、慶應義塾大学教授
- 蟻川芳子 - 化学者、元日本女子大学理事長兼学長、元日本分析化学会副会長、ハーバー研究所取締役
- 岩田正美 - 社会福祉学者、日本女子大学名誉教授
- 石山徳子 - 地理学、明治大学教授、アメリカ学会清水博賞、河合隼雄学芸賞
- 市川陽子 - 栄養学者、静岡県立大学食品栄養科学部准教授
- 一番ヶ瀬康子 - 社会福祉学者、日本女子大学名誉教授
- 今市涼子 - 植物学者、日本女子大学理事長、元日本植物形態学会会長
- 妹島和世 - 建築家、横浜国立大学教授、ウィーン応用芸術大学教授、ミラノ工科大学教授、プリツカー賞、紫綬褒章
- 大隅正子 - 細胞生物学者、日本女子大学名誉教授、元日本植物形態学会会長、猿橋賞
- 大場昌子 - 英文学者、元日本女子大学学長
- 大場みち子 - 工学者、公立はこだて未来大学教授、日本学術会議会員
- 貝島桃代 - 建築家、スイス連邦工科大学チューリッヒ校教授、元ハーバード大学客員教授、ウルフ賞芸術部門
- ゲイ・ローリー - 国文学者、早稲田大学教授、早稲田大学図書館館長
- 篠崎和子 - 植物学者、東京大学名誉教授、日本学士院賞、みどりの学術賞、文部科学大臣賞
- 篠原聡子 - 建築家、日本女子大学学長、日本建築学会賞
- 下尾（内村）直子 - 社会教育学者、洗足こども短期大学幼児教育保育科准教授、元ニッポン放送アナウンサー、フリーアナウンサー
- 首藤若菜 - 経済学者、立教大学教授
- 砂上史子 - 教育学者、千葉大学教授
- ソーントン不破直子 - 比較文学者、日本女子大学名誉教授、日本比較文学会会長
- 高橋久仁子 - 栄養学者、群馬大学教授、日本栄養・食糧学会常任幹事
- 高瀬幸子 - 栄養学者、浜松大学健康プロデュース学部教授
- 丹下梅子 - 栄養学者、日本初の女性農学博士、元栄養学の日本女子大学教授
- 津田眞弓 - 国文学者、慶應義塾大学教授、日本近世文学会代表委員、全国大学国語国文学会賞
- 暉峻淑子 - 経済学者、埼玉大学名誉教授、元ベルリン自由大学客員教授、元ウィーン大学客員教授
- 中嶌邦 - 歴史学者、日本女子大学名誉教授
- 中村惠子 - 看護学者、札幌市立大学元副学長
- 三枝暁子 - 日本史学者、東京大学准教授
- 水谷尚子 - 中国現代史学者、明治大学准教授
- 水沼淑子 - 建築史家、関東学院大学名誉教授

### 経済
- 青木愛 - ヴィリーナ ジャパン社長
- 古旗照美 - しょくスポーツ代表取締役
- 小室淑恵 - ワーク・ライフバランス代表取締役、かんぽ生命取締役、文部科学省中央教育審議会委員
- 渡辺美佐 - ワタナベエンターテインメント創業者・名誉会長、元音楽出版社協会会長、文化功労者
- 渡辺ミキ - ワタナベエンターテインメント社長、音楽事業者協会常任理事、元女優

### 作家
- 厚木たか - 記録映画作家
- 安房直子 - 児童文学作家
- あまんきみこ - 児童文学作家
- 網野菊 - 作家
- 石井桃子 - 作家
- 板垣直子 - 文芸評論家
- 生方たつゑ - 歌人
- 大石静 - 作家、脚本家
- 佐伯千秋（中退） - 少女小説家、児童文学作家
- 多田尋子 - 小説家
- 田村俊子（中退） - 小説家
- 日明恩 - 作家、メフィスト賞
- 長沢美津 - 歌人、国文学者
- 橋田壽賀子 - 作家、脚本家
- 平岩弓枝 - 作家
- 平塚らいてう - 思想家
- 三枝佐枝子 - 編集者、評論家
- 宮本百合子 - 小説家、評論家
- 真山美保 - 劇作家
- 南杏子 - 小説家、医師
- 村山リウ - 評論家
- 吉田とし（中退） - 少女小説家、児童文学作家

### 芸術
- 高橋留美子 - 漫画家
- 高村智恵子 - 洋画家、高村光太郎の妻
- 竹葉リサ - 映画監督
- 宮脇愛子 - 彫刻家、芸術家
- 目白花子 - 漫画家

### アナウンサー
- 浅川初美 - 元山梨放送アナウンサー
- 浅田春奈 - NHKアナウンサー
- 天野陽子 - テレビ新広島アナウンサー
- 井手麻実 - 湘南ケーブルネットワークアナウンサー、元青森テレビアナウンサー
- 植田萌子 - 元テレビ東京アナウンサー
- 後呂有紗 - 日本テレビアナウンサー
- 浦野モモ - 日本テレビアナウンサー
- 大坪千夏 - 元フジテレビアナウンサー
- 笠置わか菜 - 福島放送アナウンサー
- 菊竹桃香 - フリーアナウンサー、元福島中央テレビ契約アナウンサー
- 佐野仁美 - フリーアナウンサー
- 酒井美帆 - フリーアナウンサー、元テレビ新潟放送網アナウンサー・報道部記者
- 坂口果津奈 - 元鹿児島テレビ放送アナウンサー
- 迫文代 - レポーター・フリーアナウンサー、元テレビ朝日アナウンサー
- 笹川友里 - 元TBSアナウンサー
- 佐々木佑花 - 北海道放送アナウンサー
- 笹栗実根 - 元フジテレビ報道記者
- 下村彩里 - テレビ朝日アナウンサー
- 首藤奈知子 - NHKアナウンサー
- 新行市佳 - ニッポン放送アナウンサー
- 高木広子 - 元フジテレビアナウンサー
- 田口惠美子 - 元テレビ東京アナウンサー、松岡修造の妻
- 竹内彩華 - 元テレビ信州、石川テレビアナウンサー
- 多田紗耶子 - 元福島テレビアナウンサー
- 茅原ますみ - テレビ東京社員、元アナウンサー
- 土谷嘉良子 - 元札幌テレビアナウンサー
- 常世晶子 - 元岩手めんこいテレビアナウンサー
- 中澤佳子 - 信越放送アナウンサー
- 西野志海 - 元テレビ東京アナウンサー、元北海道テレビ放送アナウンサー
- 二瓶由美 - フリーアナウンサー、DJ、ラジオパーソナリティ
- 林みなほ - 元TBSアナウンサー
- 速水由紀子 - ライター、ジャーナリスト
- 原英里奈 - 元仙台放送アナウンサー
- 福田友理子 - 元群馬テレビアナウンサー
- 松井陽子 - TVQ九州放送報道記者、元アナウンサー、フリーアナウンサー、元長崎文化放送アナウンサー
- 松尾翠 - 元フジテレビアナウンサー
- 松本あゆ美 - タレント、キャスター
- 村上祐子 - 元テレビ朝日アナウンサー
- 目黒清華 - 信越放送アナウンサー
- 山岸舞彩 - 元モデル、元フリーアナウンサー
- 山本萩子 - フリーアナウンサー、タレント
- 山本まゆ子 - フジテレビ社員、元ニッポン放送、フジテレビアナウンサー
- 渡邊佐和子 - NHKアナウンサー

### 芸能
- 秋山優 - タレント
- 池田貴美子 - 女優
- 一木美里 - DJ、ファッションモデル、アーティスト、株式会社CiEl代表
- 稲垣美穂子 - 女優
- 伊比恵子 - 映画監督、元ミス日本、「第71回米国アカデミー賞短編ドキュメンタリー映画賞」受賞
- 小尾かなよ - タレント、モデル
- 心愛 - 女優
- 気谷ゆみか - タレント
- 佐々木すみ江 - 女優
- 沢村貞子 - 女優
- 白河理子 - タレント、コラムニストアイドル
- 滝沢由佳 - ミュージカル俳優
- 富田果菜 - 女優
- 葉加瀬マイ - タレント、グラビアアイドル
- 平田弥里 - 女優
- 松井暁波 - 声優
- 向井亜紀 - タレント　中退するも2023年通信制課程へ再入学
- 横田美紀 - 女優

### その他
- 赤堀千恵美 - 料理研究家
- 生方美智子 - 料理研究家
- 高野悦子 - 岩波ホール総支配人
- 東條かつ子 - 東条英機（陸軍大将、内閣総理大臣）の妻
- 坂東香菜子 - 将棋女流棋士
- 堀江ひろ子 - 料理研究家
- 松平濱子 - 関東学園大学創立者
- 宮沢トシ - 宮沢賢治の妹
- 渡辺けあき - プロボウリング選手、モデル、タレント
- しかまのりこ - 建築家、一級建築士